# Châtillon-sur-Thouet
Châtillon-sur-Thouet är en kommun i departementet Deux-Sèvres i regionen Nouvelle-Aquitaine i västra Frankrike. Kommunen ligger i kantonen Parthenay som tillhör arrondissementet Parthenay. År 2022 hade Châtillon-sur-Thouet 2 675 invånare.

## Befolkningsutveckling
Antalet invånare i kommunen Châtillon-sur-Thouet
| Referens: INSEE |